# ولادیمیر پتروف
ولادیمیر پتروف (روسی: Владимир Михайлович Петров؛ ‏ ۲۲ ژوئیهٔ ۱۸۹۶ – ۷ ژانویهٔ ۱۹۶۶) کارگردان فیلم، فیلم‌نامه‌نویس و بازیگر اهل امپراتوری روسیه بود.
از فیلم‌هایی که وی در آن‌ها نقش داشته است، می‌توان به نبرد استالینگراد و دوئل اشاره نمود.
وی همچنین برندهٔ جوایزی همچون جایزه هنرمند مردمی اتحاد جماهیر شوروی، نشان پرچم سرخ کار و نشان لنین شده‌است.